# Red McKenzie
Red McKenzie (St. Louis, 14 oktober 1899 - New York, 7 februari 1948) was een Amerikaanse jazzzanger en orkestleider.

## Biografie
McKenzie speelde begin jaren 1920 naast zijn baan als hotelboy met enkele vrienden (Dick Slevin (kazoo), Jack Bland (banjo en gitaar), McKenzie (kam en zang)) in St. Louis (ook Mound City genoemd naar de nabijgelegen oude Indianenstad) straatmuziek. De orkestleider Gene Rodemich hoorde hen en organiseerde in 1924 een gezamenlijke opname voor Brunswick Records in Chicago: Arkansas Blues en Blue Blues met de Mound City Blue Blowers, waarvan bijna een miljoen exemplaren werden verkocht. Na dit succes traden ze op in New York, waar Eddie Lang erbij kwam en speelden ze als McKenzie's Candy Kids in 1925 in Londen.
Met zijn Mound City Blue Blowers (in wisselende bezetting) speelden later o.a. Muggsy Spanier, Jack Teagarden, Jimmy Dorsey, Glenn Miller, Eddie Condon en later ook Frank Billings. Met Condon nam hij in 1927 als McKenzies and Condons Chicagoans op bij Okeh Records met Gene Krupa en veel bekende muzikanten uit Chicago. In 1928 had Pee Wee Russell zijn eerste opnamen met hem. Op een opname uit 1929 met de Mound City Blue Blowers spelen ook Coleman Hawkins en Rex Stewart mee, waarvoor ze soms als een van de eerste gemengd-rassige jazzopnamen werden aangezien.
Vanaf eind jaren 1920 werkte McKenzie ook als muziekagent, die o.a. de eerste opnamen van Bix Beiderbecke en Frankie Trumbauer voor Okeh Records bemiddelde. Daarnaast trad hij ook op als zanger, werkte hij tijdens de depressie van de jaren 1930 in St. Louis in een brouwerij en speelde hij in de jazzclubs van de 52nd Street in New York tijdens de jaren 1930 een belangrijke rol. Aangezien hij een opvliegend karakter had, liet hij ook vaak de vuisten spreken. In 1944 verhuisde hij weer naar New York, waar hij speelde met Eddie Condon. 

## Overlijden
Red McKenzie was alcoholicus en overleed relatief jong in februari 1948 op 48-jarige leeftijd aan de gevolgen van levercirrose.

## Discografie
- 1935/36: Mound City Blue Blowers (Timeless Records)

- Bibliothèque nationale de France: cb139321026 (data)
- Gemeinsame Normdatei: 1051287723
- International Standard Name Identifier: 0000 0000 4152 328X
- Library of Congress Control Number: no93028465
- MusicBrainz: 042db999-bffd-43bb-b34e-1560aa586530
- Istituto Centrale per il Catalogo Unico: DDSV008033
- Virtual International Authority File: 54335634
- WorldCat: E39PBJbtgHxQVDJ3mMXcvj6xjC